# Ajah Berdosa
Pour plus de détails, voir Fiche technique et Distribution.
Ajah Berdosa (littéralement Le Père scandaleux) est un film perdu des Indes orientales néerlandaises (aujourd'hui Indonésie), réalisé par Wu Tsun, sorti en 1941.